# Hara Kazuki
Kazuki Hara (原 一樹 Hara Kazuki, sinh ngày 5 tháng 1 năm 1985) là một cầu thủ bóng đá người Nhật Bản thi đấu cho Kamatamare Sanuki.

## Sự nghiệp
Anh gia nhập S-Pulse sau khi tốt nghiệp Đại học Komazawa và thi đấu ở vị trí tiền đạo.

## Thống kê sự nghiệp
Cập nhật đến ngày 23 tháng 2 năm 2018.

### Câu lạc bộ
| Câu lạc bộ          | Mùa giải            | Giải vô địch | Giải vô địch | Cúp Hoàng đế Nhật Bản | Cúp Hoàng đế Nhật Bản | J. League Cup | J. League Cup | Tổng    | Tổng      |
| Câu lạc bộ          | Mùa giải            | Số trận      | Bàn thắng    | Số trận               | Bàn thắng             | Số trận       | Bàn thắng     | Số trận | Bàn thắng |
| ------------------- | ------------------- | ------------ | ------------ | --------------------- | --------------------- | ------------- | ------------- | ------- | --------- |
| Shimizu S-Pulse     | 2007                | 1            | 0            | 2                     | 1                     | 1             | 0             | 4       | 1         |
| Shimizu S-Pulse     | 2008                | 26           | 6            | 3                     | 1                     | 9             | 1             | 38      | 8         |
| Shimizu S-Pulse     | 2009                | 25           | 3            | 3                     | 2                     | 8             | 2             | 36      | 7         |
| Shimizu S-Pulse     | 2010                | 10           | 2            | 3                     | 2                     | 9             | 2             | 22      | 6         |
| Urawa Red Diamonds  | 2011                | 10           | 0            | 4                     | 4                     | 1             | 0             | 15      | 4         |
| Kyoto Sanga         | 2012                | 26           | 6            | 1                     | 0                     | -             | -             | 27      | 6         |
| Kyoto Sanga         | 2013                | 27           | 12           | 0                     | 0                     | -             | -             | 27      | 12        |
| Giravanz Kitakyushu | 2014                | 42           | 7            | 4                     | 2                     | -             | -             | 46      | 9         |
| Giravanz Kitakyushu | 2015                | 41           | 13           | 2                     | 1                     | -             | -             | 43      | 14        |
| Giravanz Kitakyushu | 2016                | 33           | 16           | 2                     | 0                     | -             | -             | 35      | 16        |
| Kamatamare Sanuki   | 2017                | 31           | 7            | 0                     | 0                     | -             | -             | 31      | 7         |
| Tổng cộng sự nghiệp | Tổng cộng sự nghiệp | 278          | 72           | 24                    | 13                    | 28            | 5             | 324     | 90        |

### Quốc tế
| Đội tuyển quốc gia | Năm  | Số trận | Bàn thắng |
| ------------------ | ---- | ------- | --------- |
| U-20 Nhật Bản      | 2003 | 1       | 0         |
| U-20 Nhật Bản      | Tổng | 1       | 0         |

### Số lần ra sân trong các giải đấu lớn
| Đội bóng | Giải đấu                                        | Thể loại | Số trận | Số trận | Bàn thắng | Thành tích đội bóng |
| Đội bóng | Giải đấu                                        | Thể loại | Start   | Sub     | Bàn thắng | Thành tích đội bóng |
| -------- | ----------------------------------------------- | -------- | ------- | ------- | --------- | ------------------- |
| Nhật Bản | Vòng loại Giải vô địch bóng đá U-19 châu Á 2004 | U-18     | 1       | 0       | 0         | Vào vòng trong      |